# GM대우 윈스톰
GM대우 윈스톰(GM Daewoo Winstorm)은 대한민국의 종합 자동차 회사인 한국지엠의 전신인 GM대우가 만든 전륜구동 기반 중형 크로스오버 SUV (스포츠 유틸리티 자동차)이다.

## 1세대(C100/C105)

### 윈스톰(2006년7월~2011년4월)

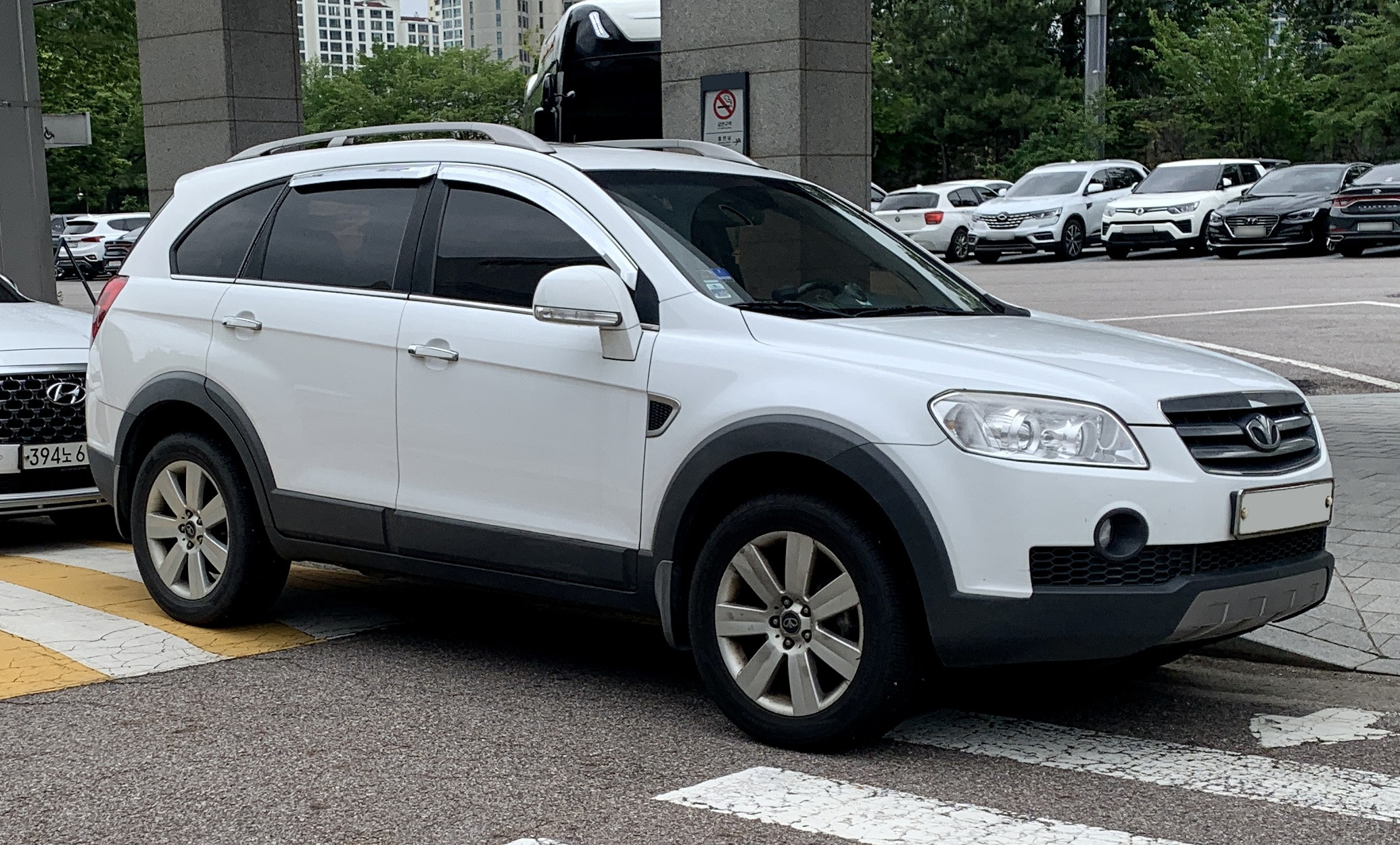
GM대우 윈스톰 정측면

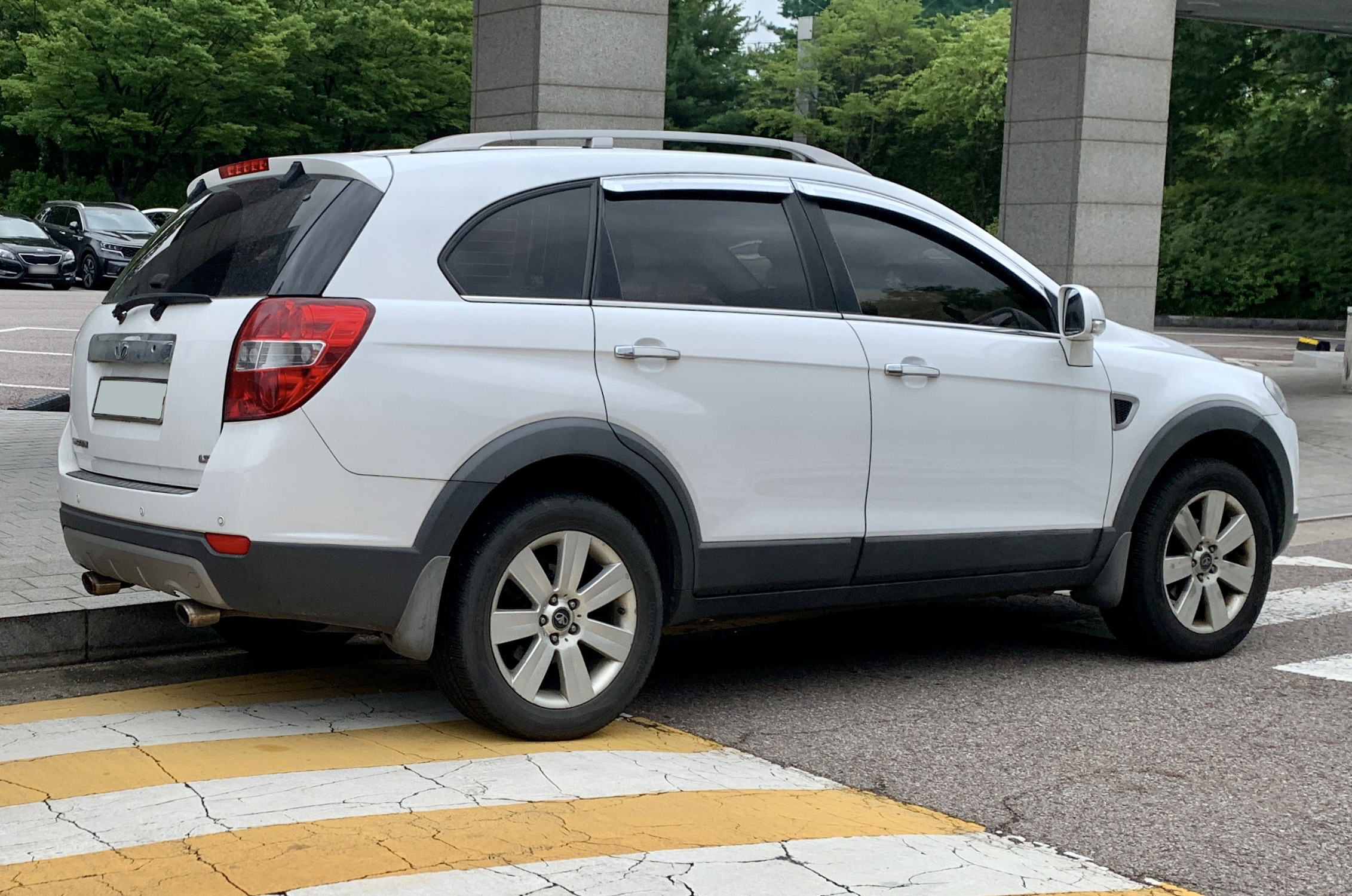
GM대우 윈스톰 후측면

GM의 소형 크로스오버카용 플랫폼인 세타 플랫폼을 이용해서 GM대우가 개발한 차로, GM대우가 처음 만든 SUV이다. 2006년 6월 7일에 출시, 그해 6월 12일 사전계약을 실시하여 그해 7월 1일부터 대한민국에서 판매가 시작되었으며, 해외 시장에는 쉐보레 캡티바로 판매되었다. 개발명은 C100이며, 2004년에 파리 모터쇼에 출품한 쉐보레 S3X 컨셉트카의 디자인을 바탕으로 했다. 전륜구동을 기본으로 하고, 구동력이 필요할 때에만 뒷 바퀴로 구동력을 전달하는 전자 제어 4륜구동을 옵션으로 마련했다. 좌석 구성은 5인승과 7인승 등 2가지이다. 2007년 8월 13일에는 스포티한 감각이 가미된 익스트림이 라인업에 추가되었다. 대한민국 시장에는 직렬 4기통 150마력 2.0L SOHC 커먼레일 디젤 엔진만 장착되었으나, 2009년 2월부터 직렬 4기통 2.4L DOHC 가솔린 엔진이 추가되었다. GM대우가 한국지엠으로 사명을 바꾸고 쉐보레 브랜드를 도입한 후, 2011년 4월에 쉐보레 캡티바로 페이스리프트를 거쳤다.

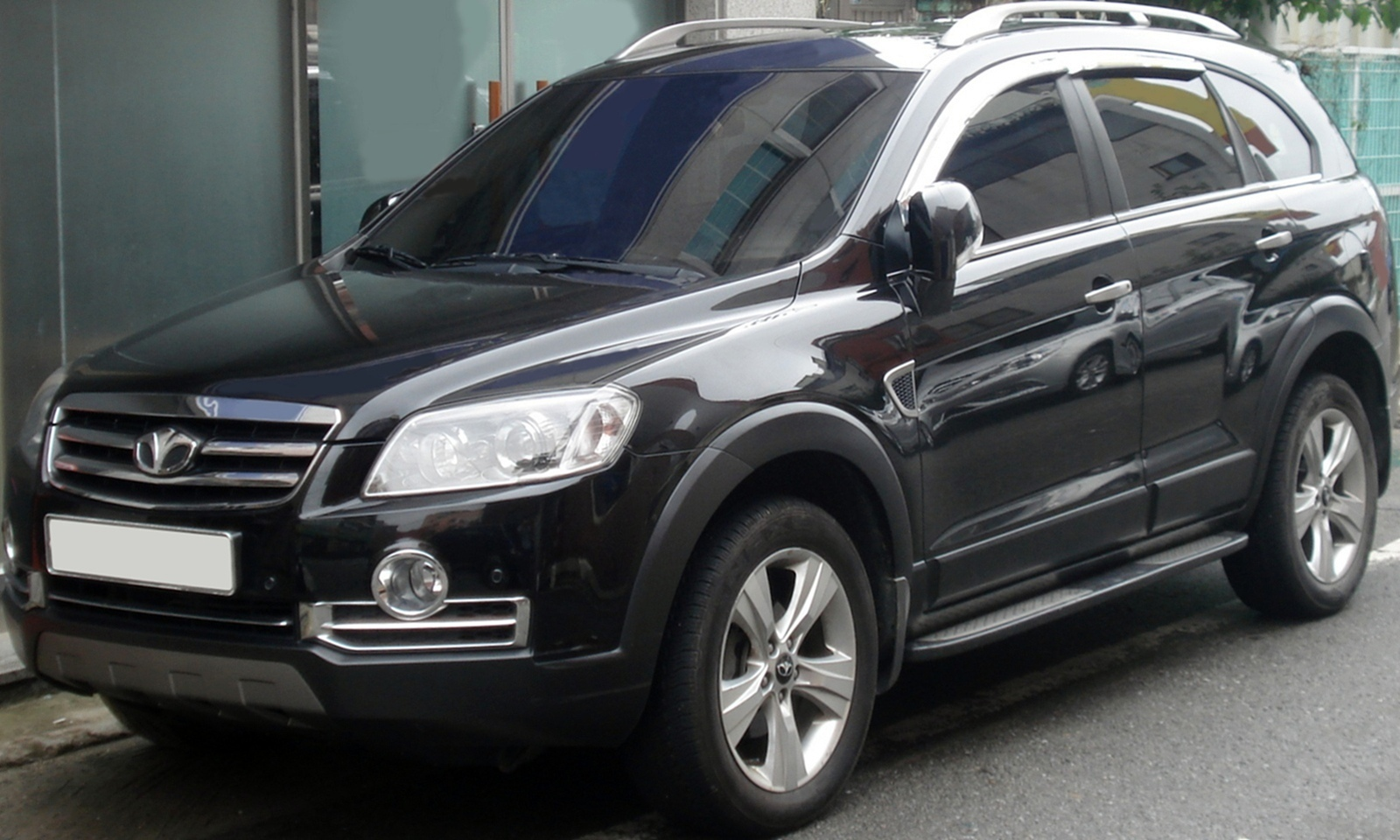
GM대우 윈스톰 익스트림 정측면
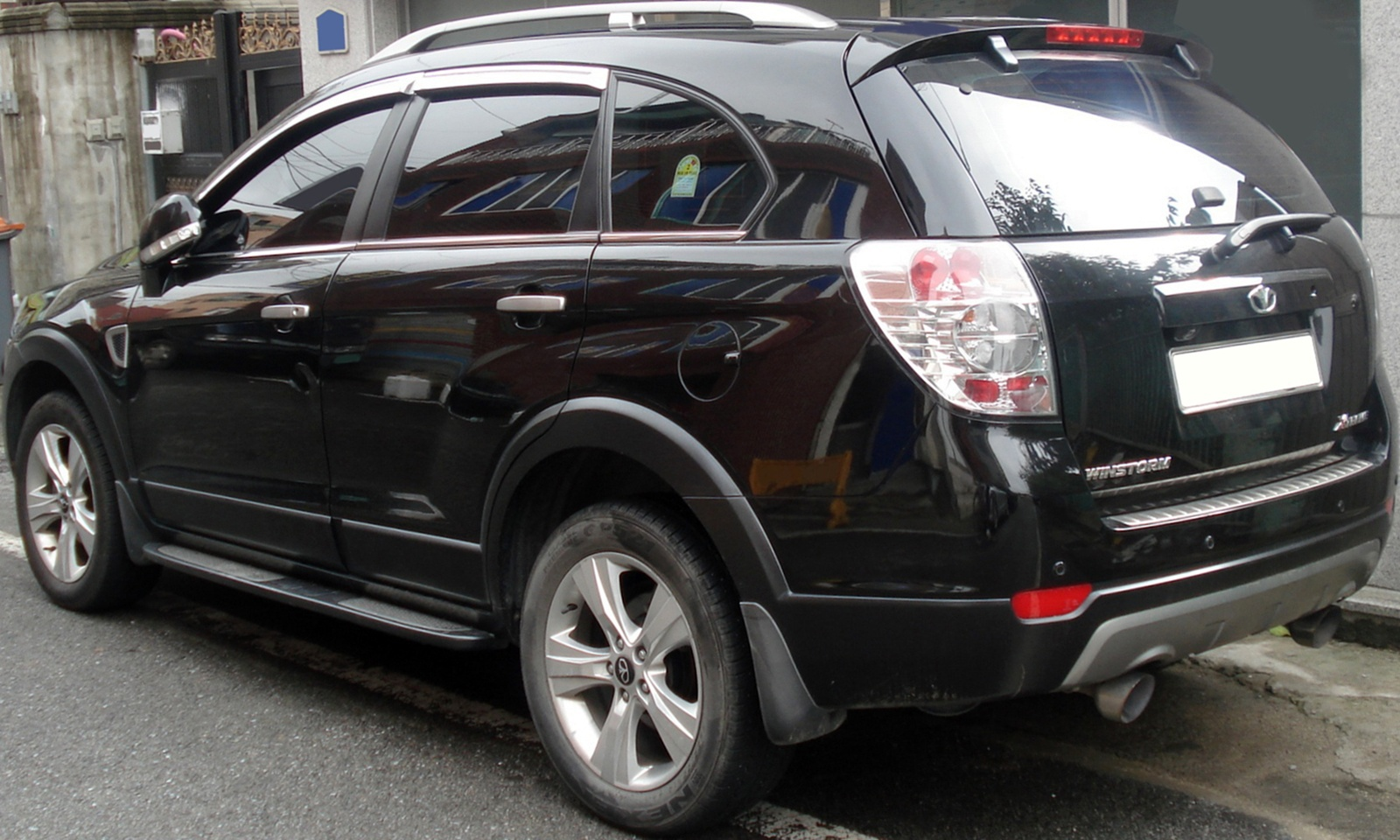
GM대우 윈스톰 익스트림 후측면

### 윈스톰 맥스(2008년6월~2010년12월)
전기형

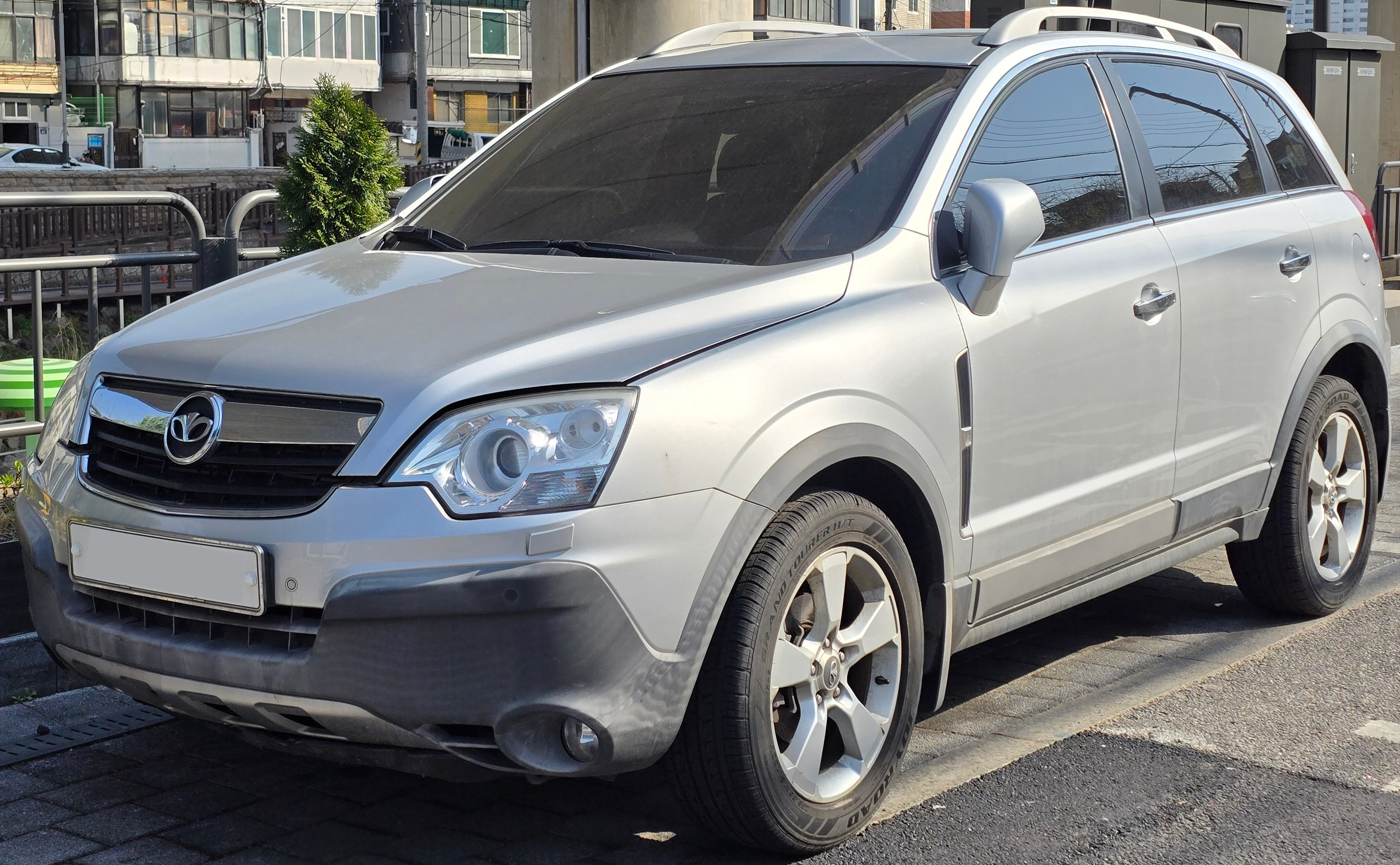
GM대우 윈스톰 맥스 정측면

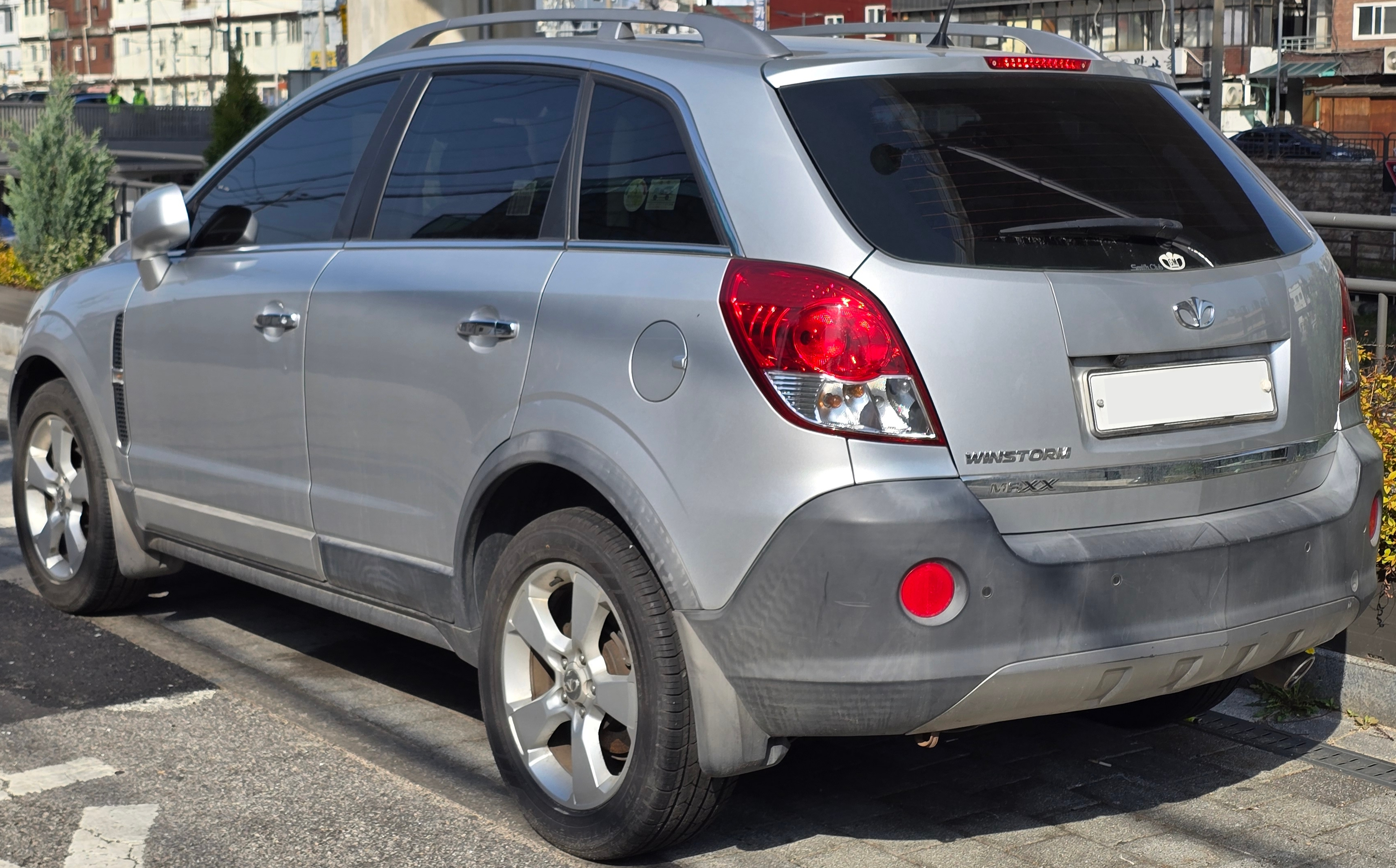
GM대우 윈스톰 맥스 후측면

2008년 6월 18일부터 시판되었으며, 윈스톰과 같은 플랫폼을 쓰지만 기존 윈스톰보다 크기가 약간 작아서 5인승으로만 나왔다. 오펠 안타라를 기반으로 하고 있으며 미국에서는 새턴 뷰, 호주에서는 홀덴 브랜드로 판매하고 있다. 원판인 안타라는 해외에서 소폭의 페이스 리프트를 거쳐 2015년까지 판매되었으나, 대한민국에서는 2010년 12월에 단종되었다. 이후 2011년 4월에 대한민국에서도 쉐보레 캡티바가 출시되었다.

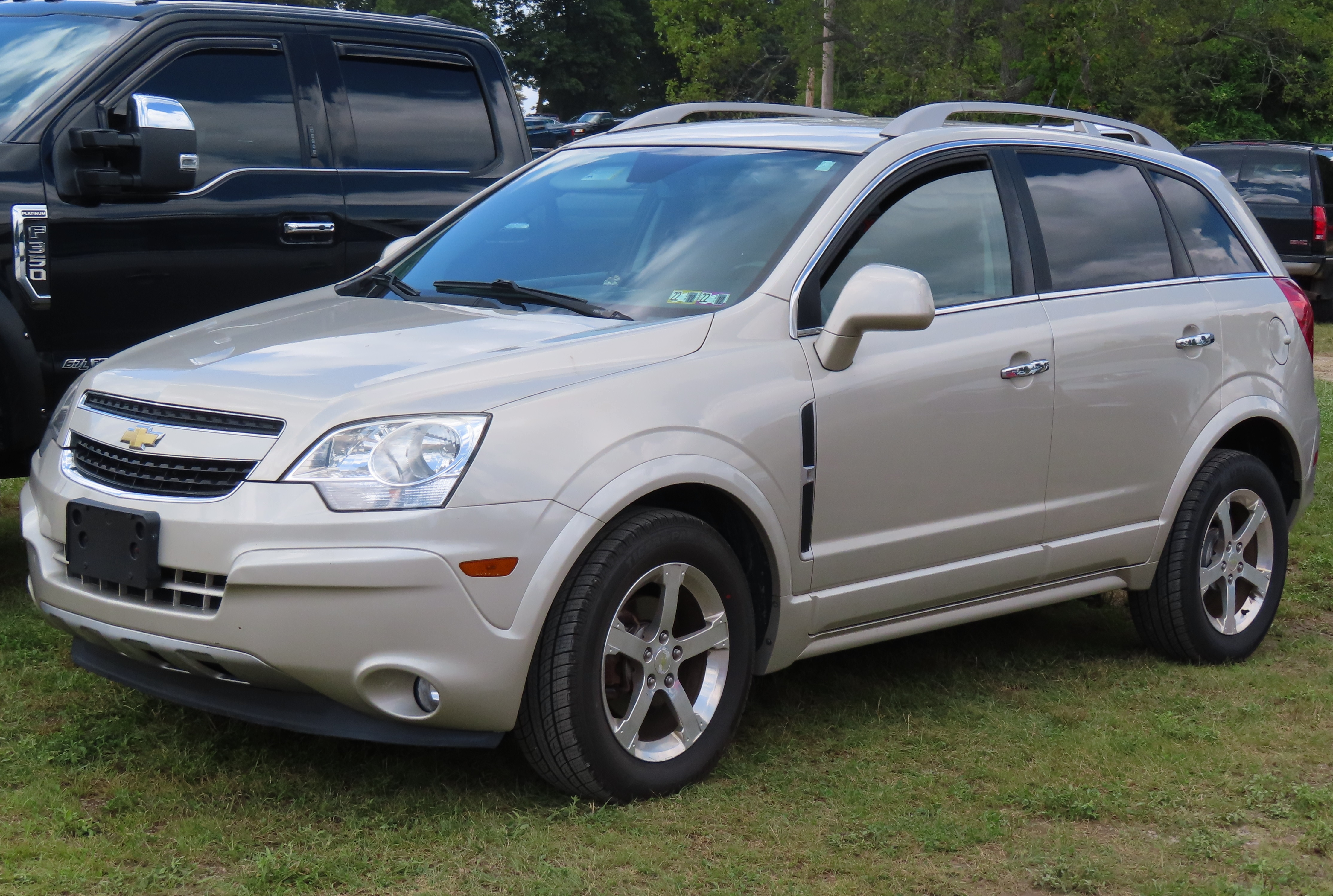
쉐보레 캡티바 스포츠 정측면
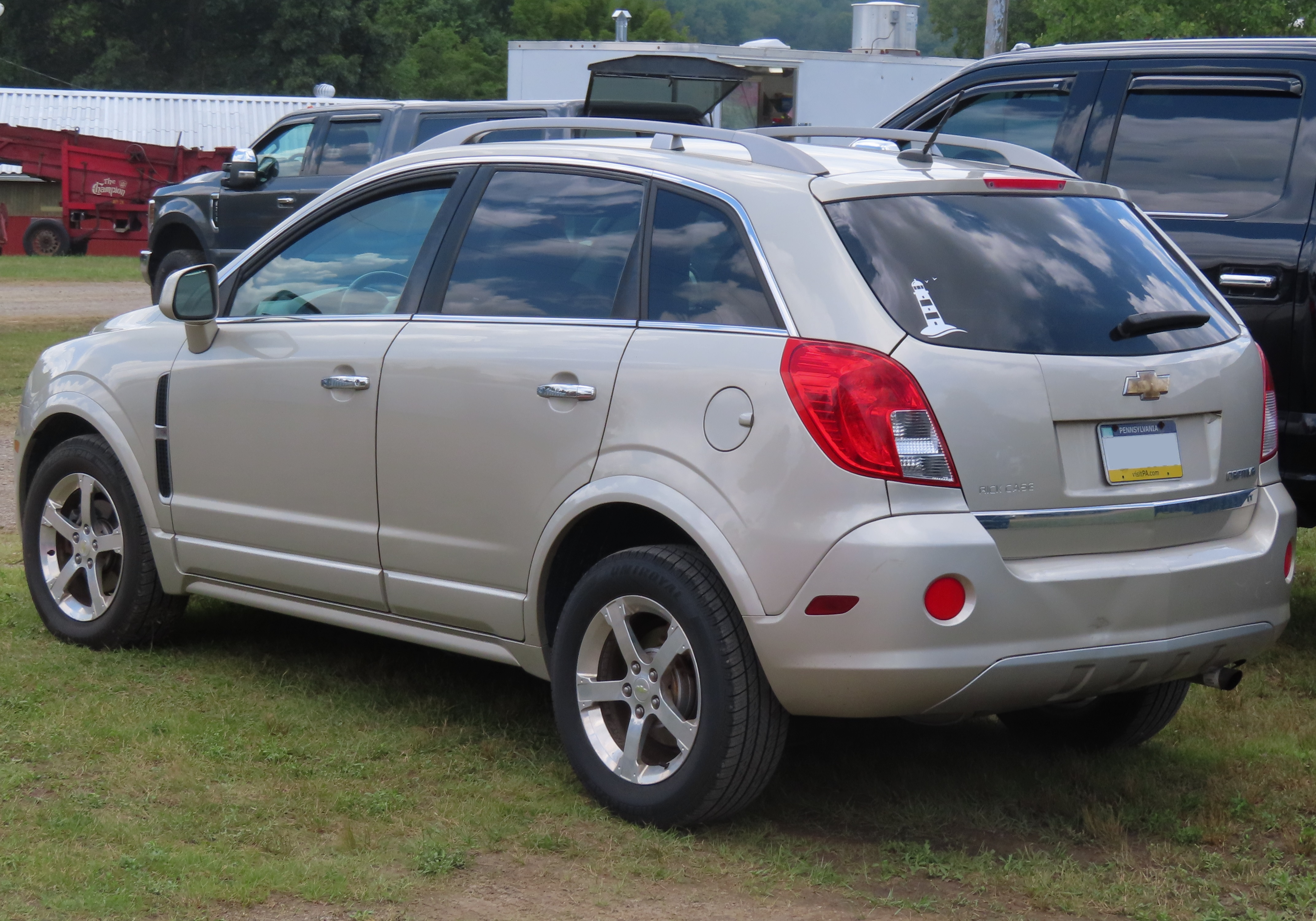
쉐보레 캡티바 스포츠 후측면
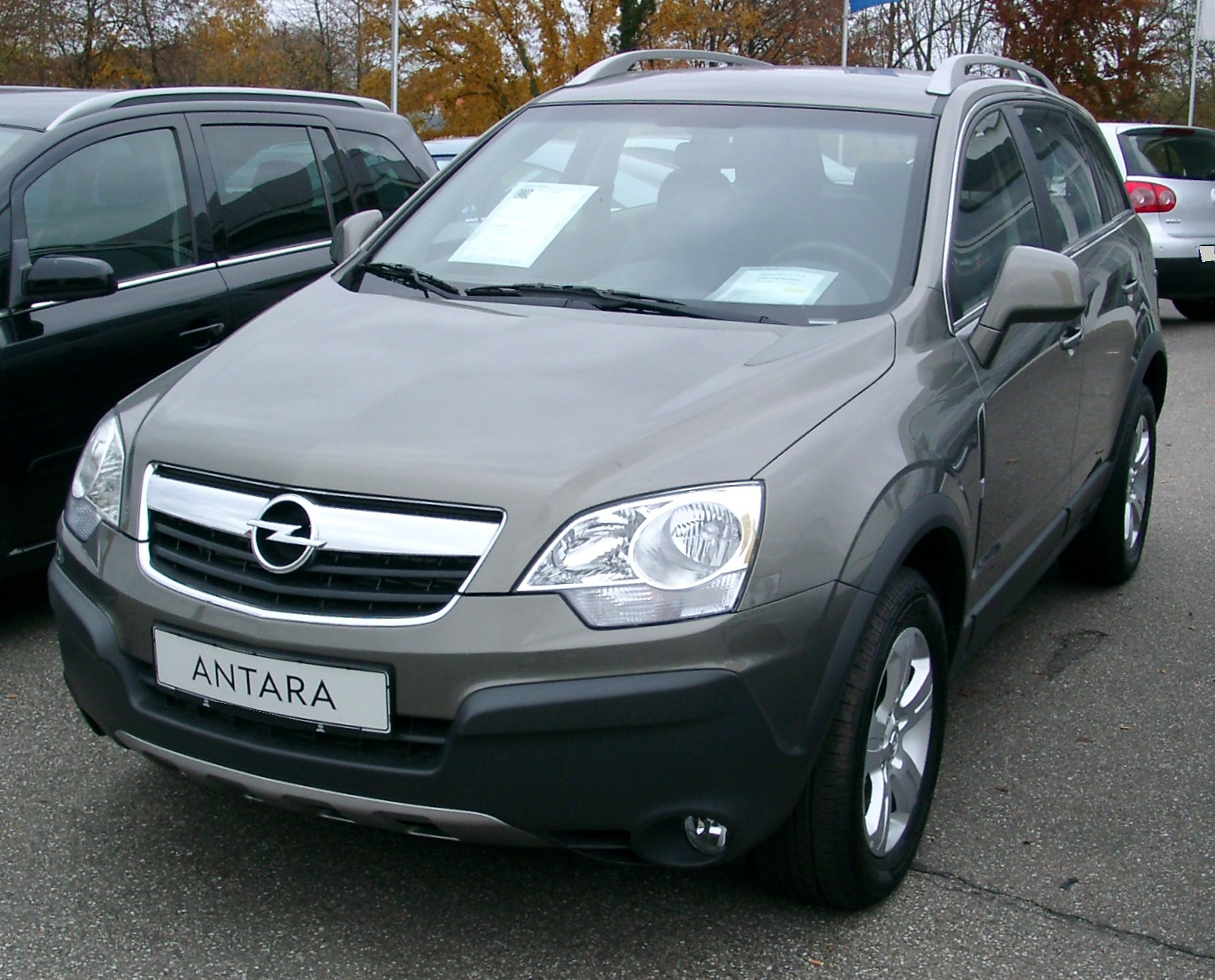
오펠 안타라 (전기형) 정측면
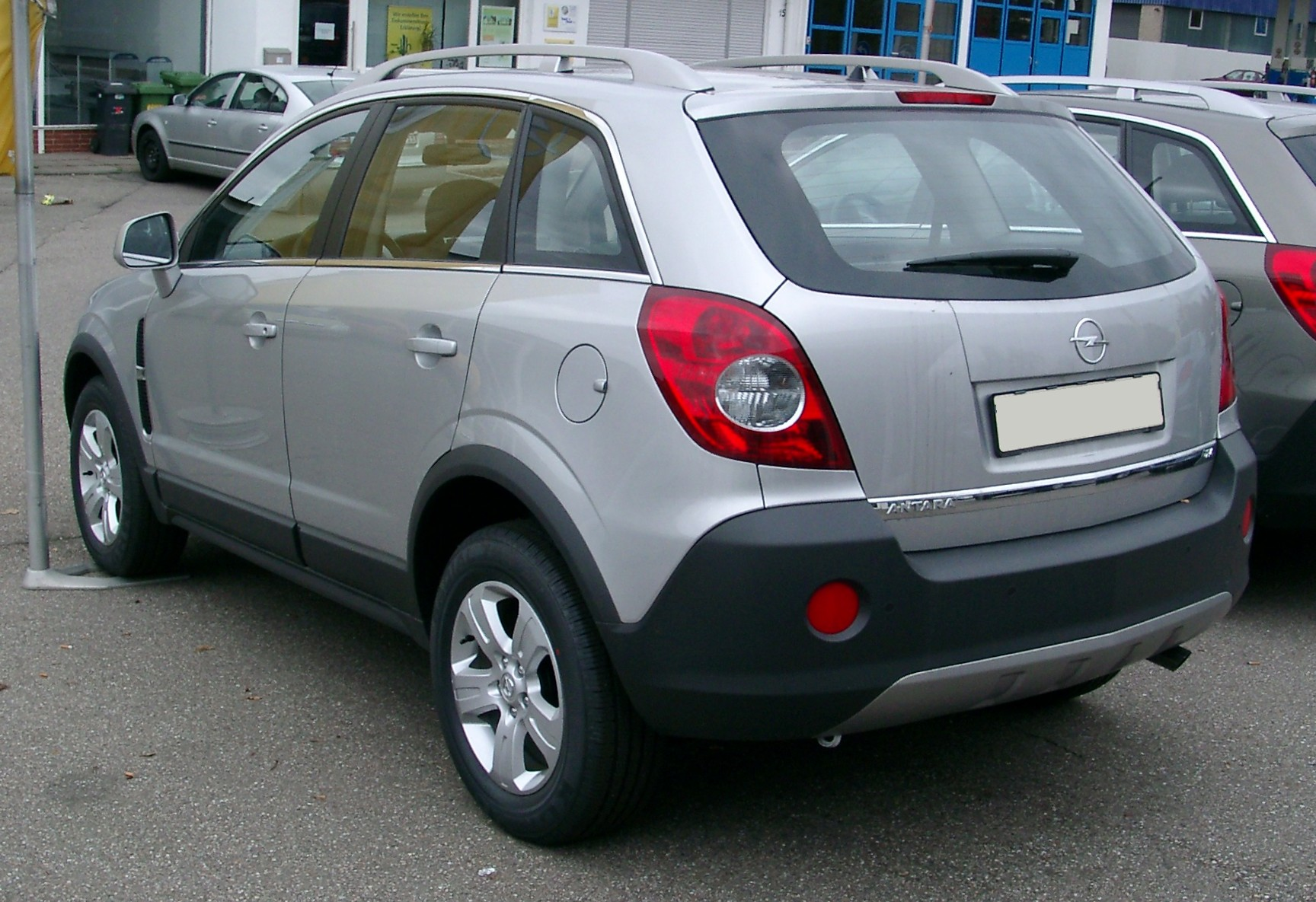
오펠 안타라 (전기형) 후측면
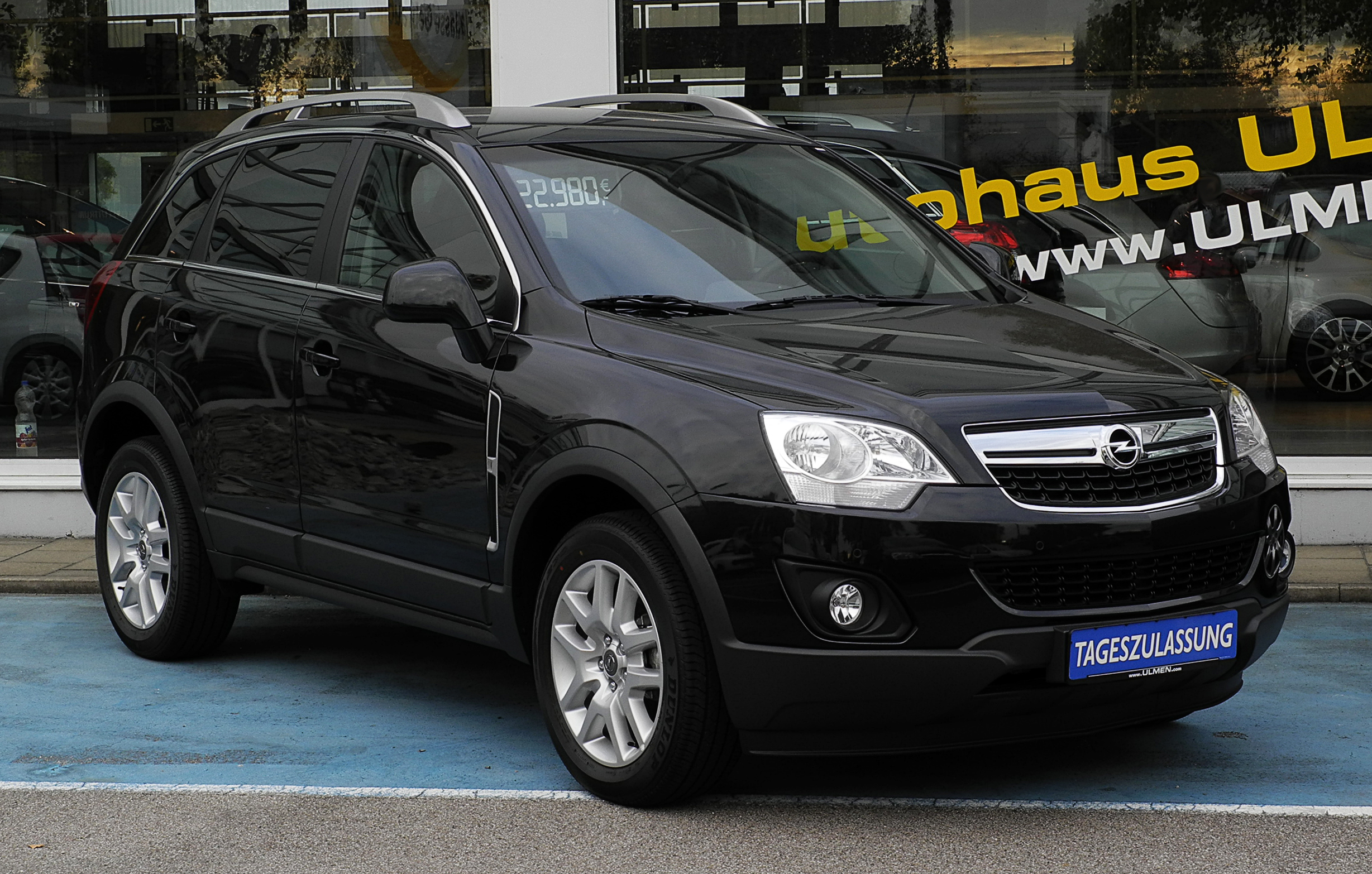
오펠 안타라 (후기형) 정측면
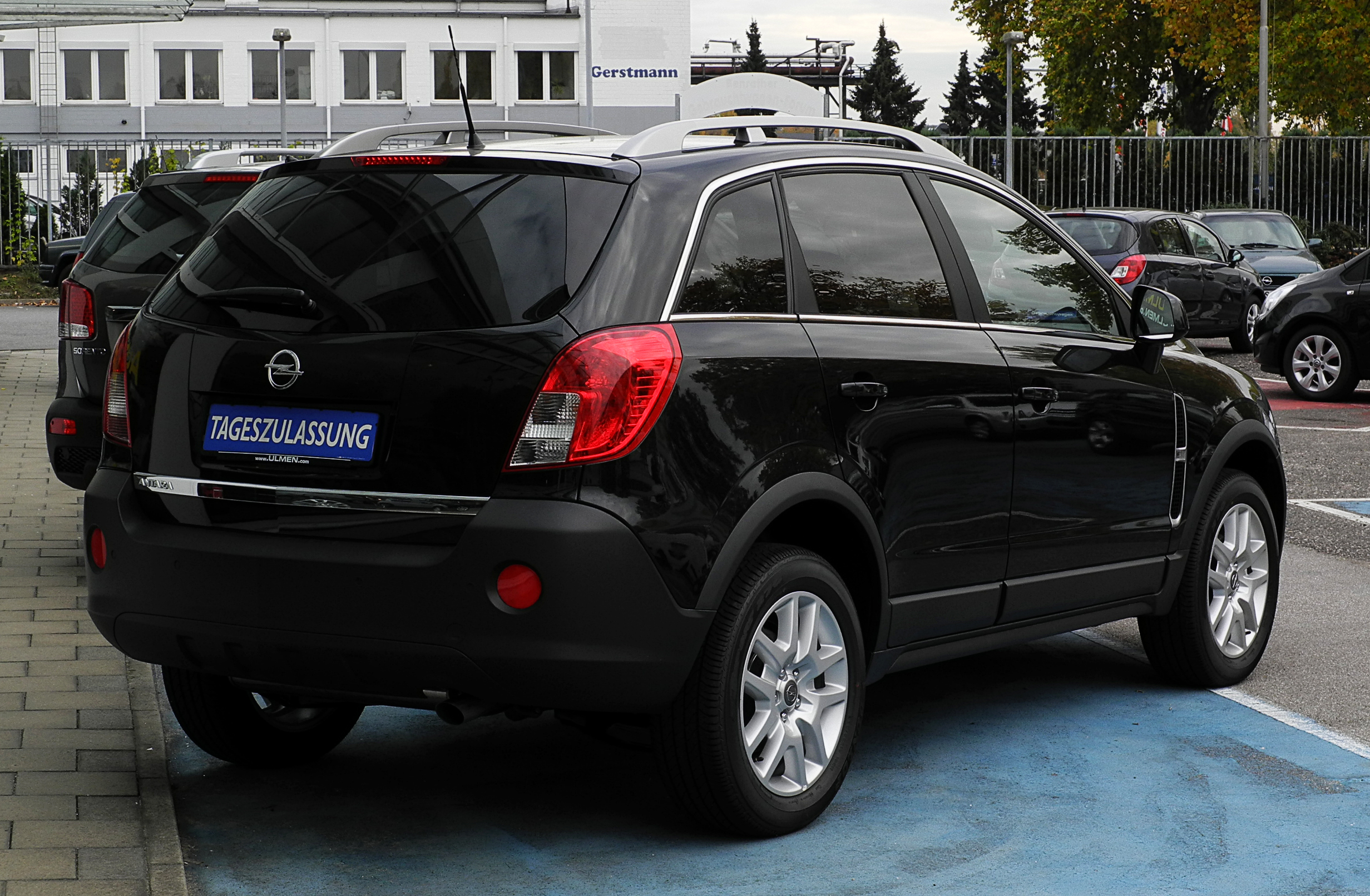
오펠 안타라 (후기형) 후측면
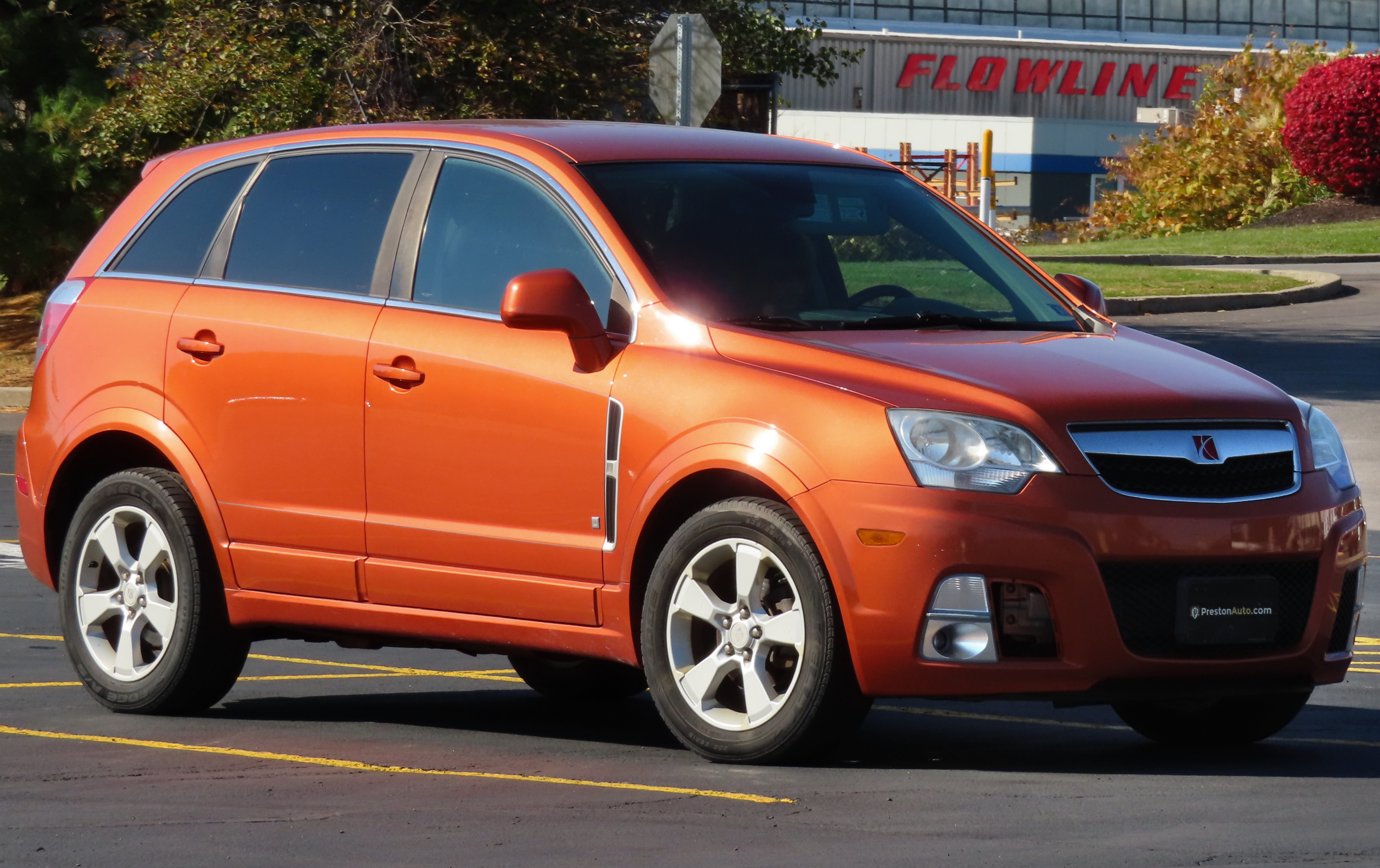
새턴 뷰 레드라인 정측면
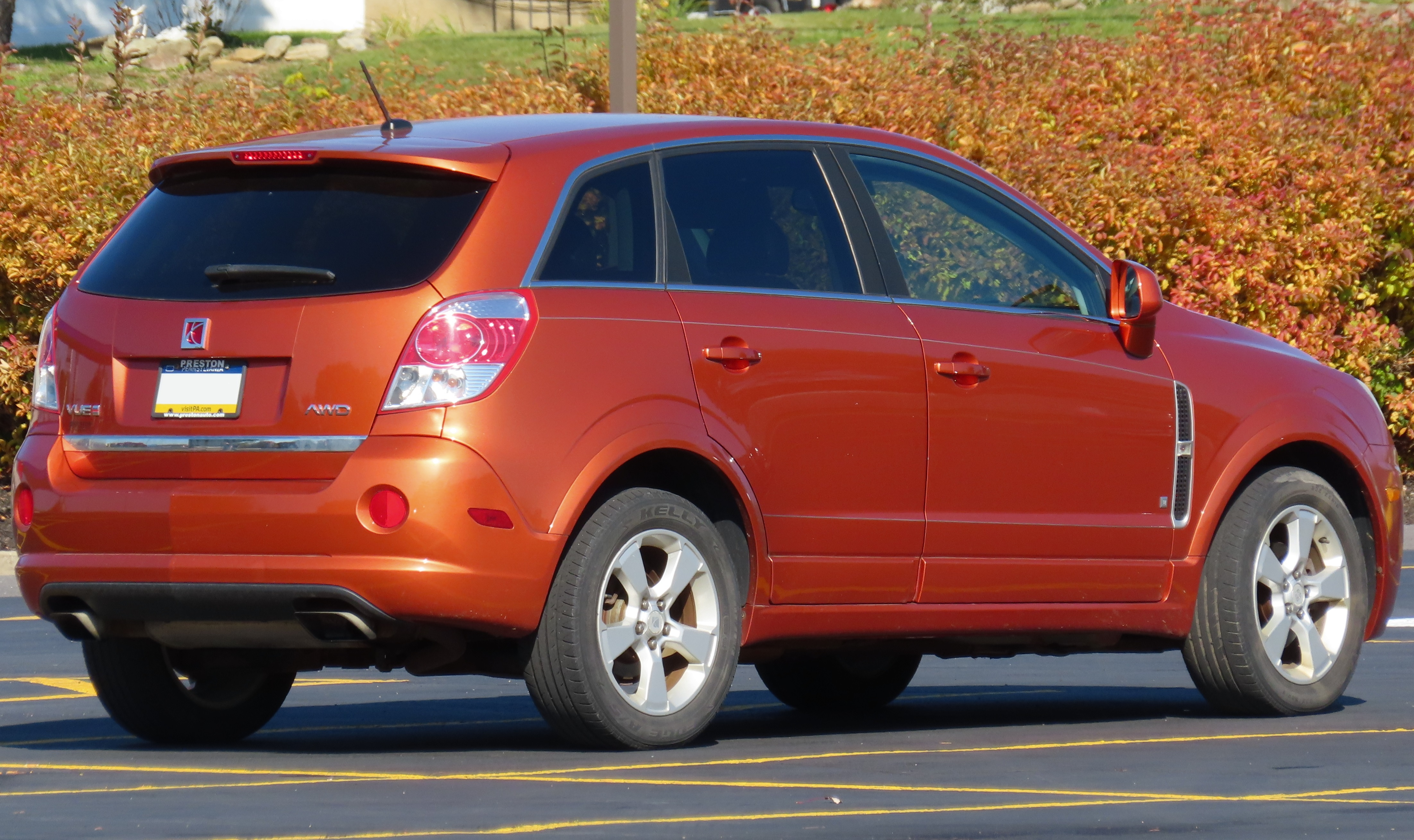
새턴 뷰 레드라인 후측면
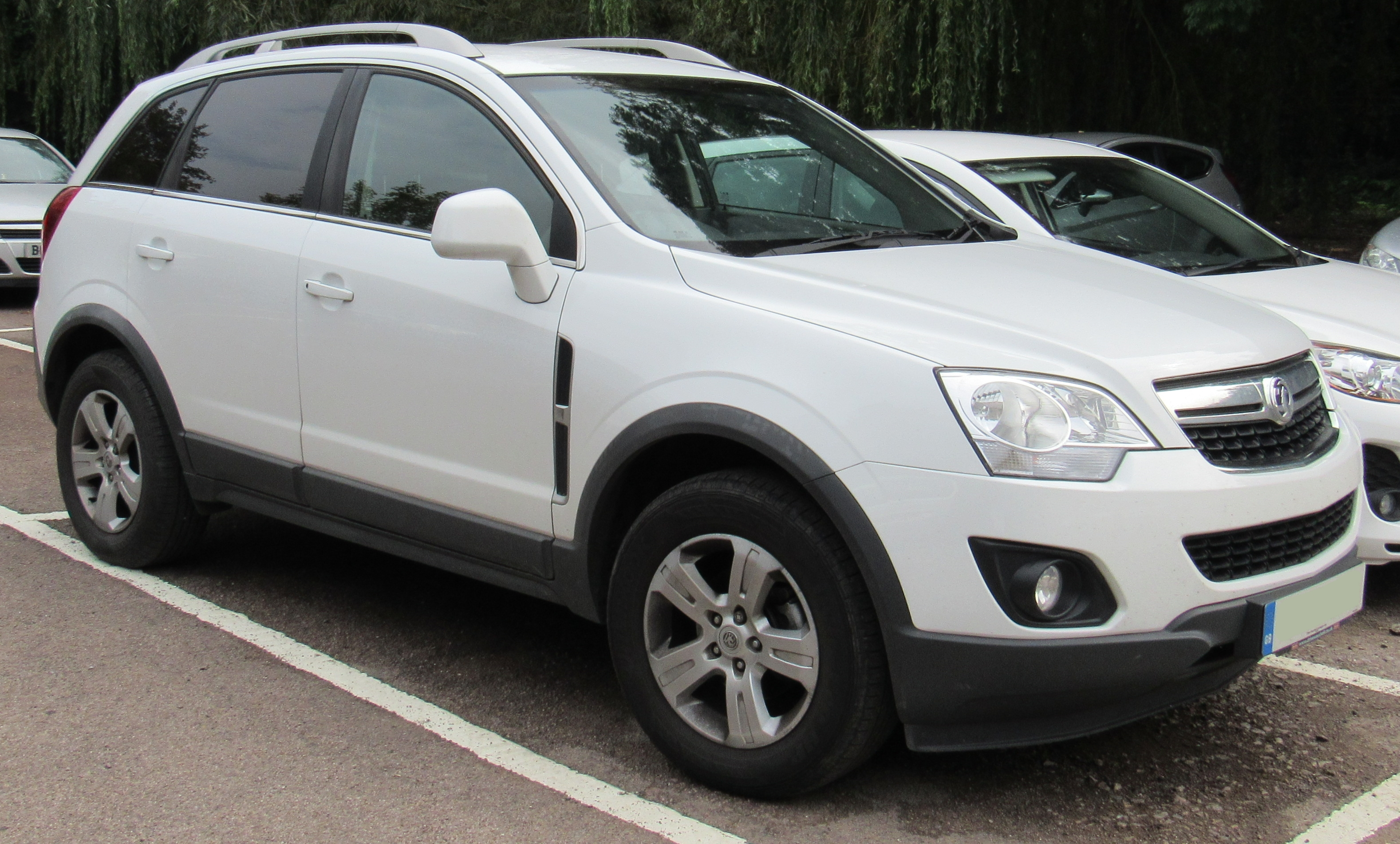
복스홀 안타라 (후기형) 정측면
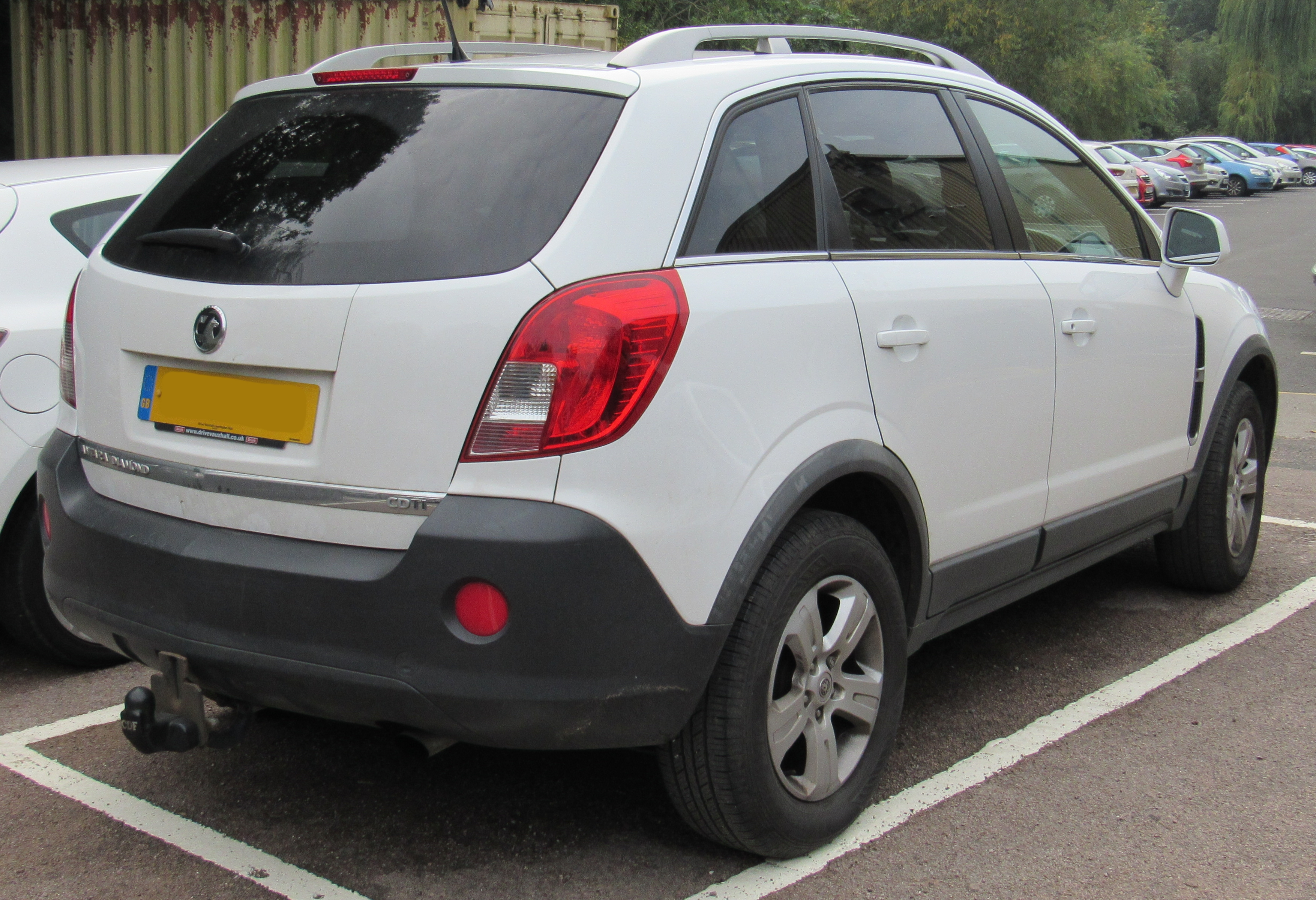
복스홀 안타라 (후기형) 후측면
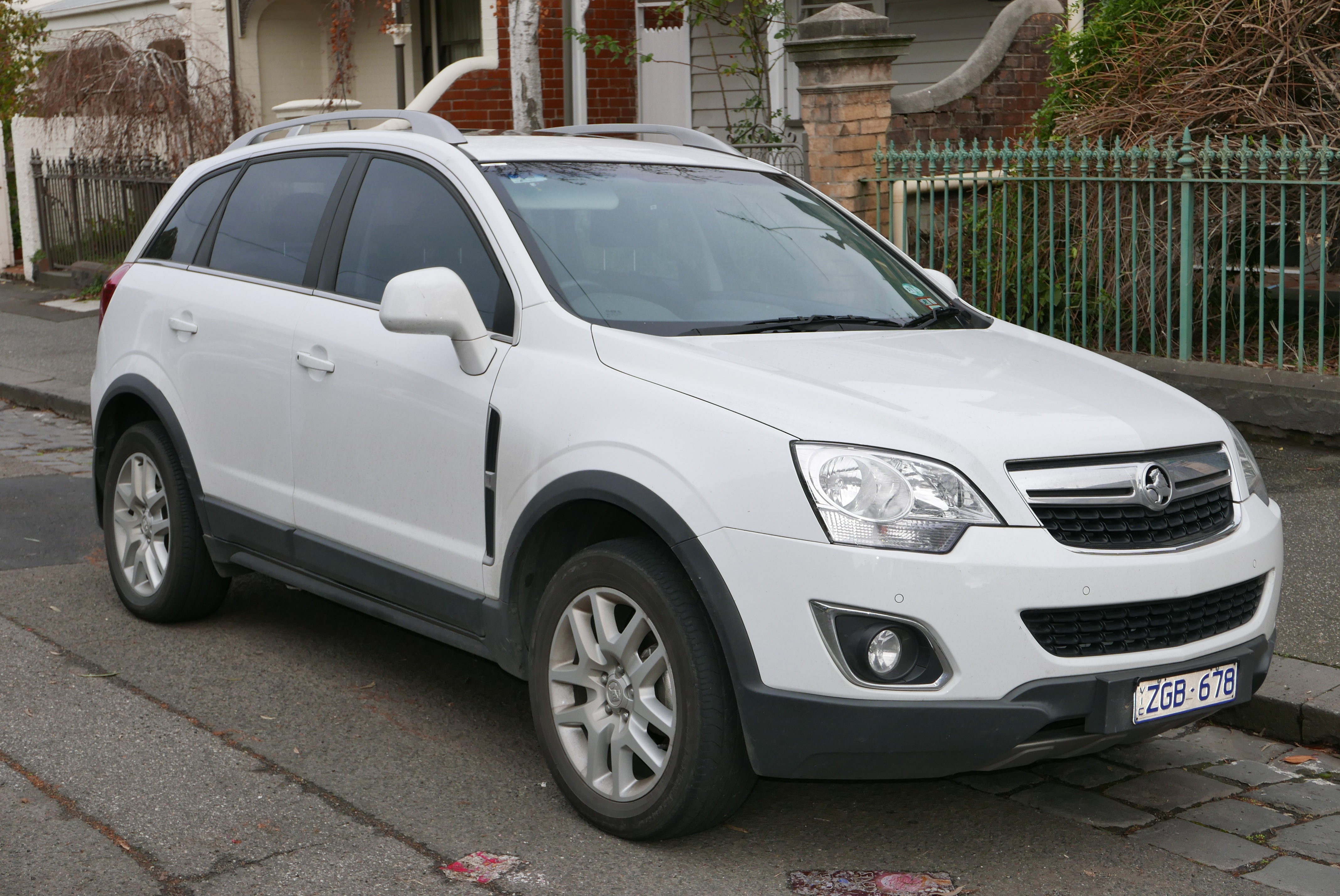
홀덴 캡티바 5 (후기형) 정측면
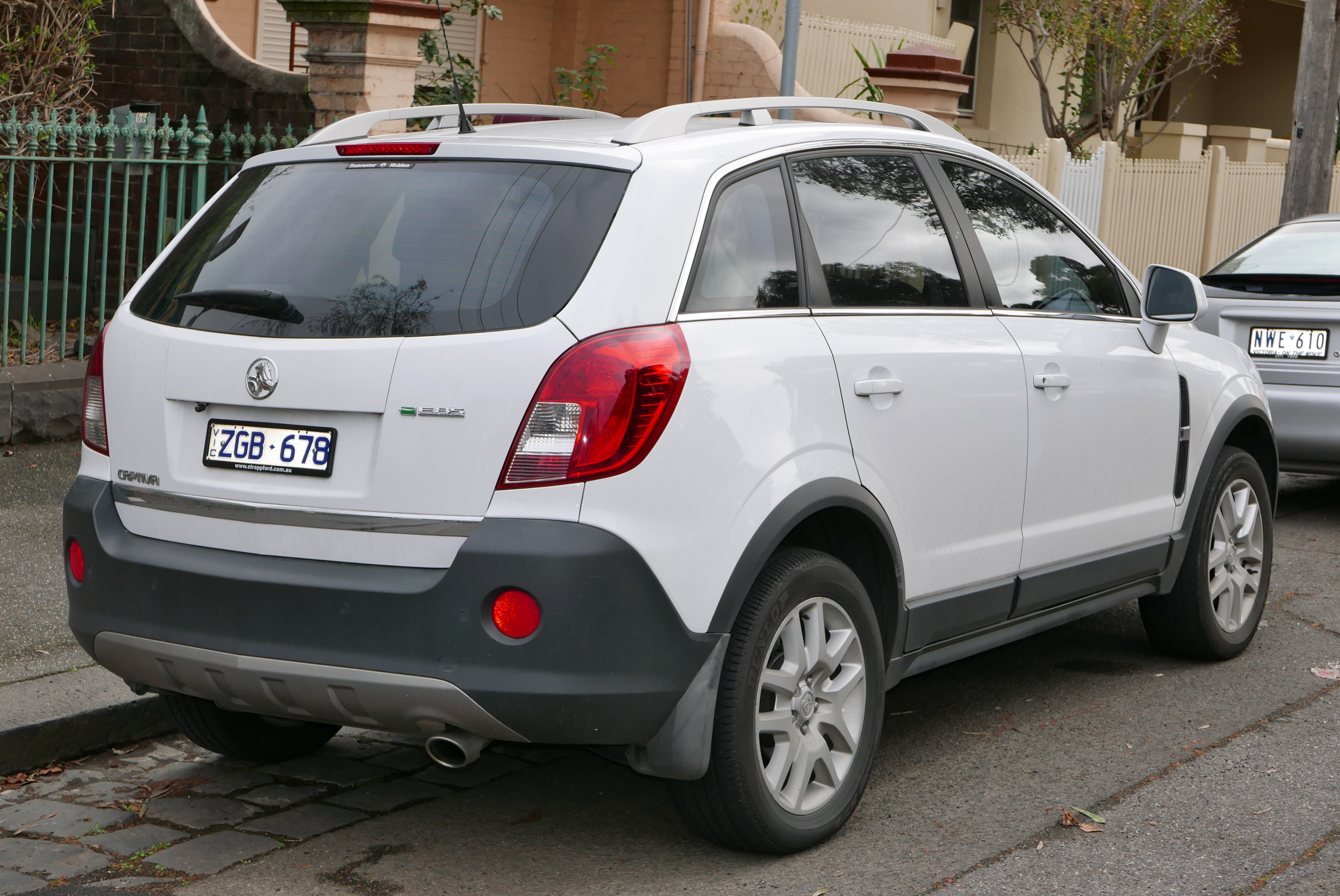
홀덴 캡티바 5 (후기형) 후측면

## 역대 슬로건

### 1세대(C100/C105)
- SUV를 넘어라 (윈스톰)
- 차에 대한 생각을 비틀다 (윈스톰)
- Maxx your driving (윈스톰 맥스)

## 제원

### 윈스톰
- 전장(mm): 4,635
- 전폭(mm): 1,850
- 전고(mm): 1,720/1,755(루프랙 적용시)
- 축거(mm): 2,705
- 윤거(전, mm): 1,560
- 윤거(후, mm): 1,570
- 승차정원: 5명/7명
- 변속기: 수동 5단/자동 5단
- 서스펜션(전/후): 맥퍼슨 스트럿/멀티링크
- 구동형식: 전륜구동/4륜구동

| 구분               | 2.0 디젤 | 2.4 가솔린                                         |
| ------------------ | --- | -------------------------------------------------- |
| 엔진 형식          | Z20S | Z24SED                                             |
| 연료               | 디젤 | 가솔린                                             |
| 배기량(cc)         | 1,991 | 2,405                                              |
| 최고출력(ps/rpm)   | 150/4,000 | 133/5,000                                          |
| 최대토크(kg*m/rpm) | 32.7/2,000 | 21.8/2,400                                         |
| 연비(km/l)         | 14.0(7인승 전륜구동 수동)/ 14.0(7인승 4륜구동 수동)/ 11.7(7인승 전륜구동 자동)/ 11.1(7인승 4륜구동 자동)/ 11.9(5인승 전륜구동 자동)/ 11.3(5인승 4륜구동 자동) | 9.8(7인승 전륜구동 자동)/ 9.9(5인승 전륜구동 자동) |

### 윈스톰 맥스
- 전장(mm): 4,575
- 전폭(mm): 1,850
- 전고(mm): 1,705
- 축거(mm): 2,705
- 윤거(전, mm): 1,560
- 윤거(후, mm): 1,570
- 승차정원: 5명
- 변속기: 자동 5단
- 서스펜션(전/후): 맥퍼슨 스트럿/멀티 링크
- 구동형식: 4륜구동

| 구분               | 2.0 디젤                 |
| ------------------ | ------------------------ |
| 엔진 형식          | Z20S                     |
| 배기량(cc)         | 1,991                    |
| 최고출력(ps/rpm)   | 150/4,000                |
| 최대토크(kg*m/rpm) | 32.7/2,000               |
| 연비(km/l)         | 11.3(5인승 4륜구동 자동) |